# Objetivo Bi-ki-ni
Objetivo bi-ki-ni (o también Objetivo: BI-KI-NI) es una película española, dirigida por Mariano Ozores, protagonizada por Gracita Morales y José Luis López Vázquez, y estrenada en 1968. 
Se trata de una hilarante comedia, parodia de las películas de agentes secretos, concretamente de las películas de James Bond, en pleno auge en la época del rodaje, tras el éxito de Operación Trueno (1965), para la que hay alguna referencia en forma de diana para unos fusiles de pesca submarina.

## Sinopsis
Acacio Rendueles (José Luis López Vázquez) y Justina Salguero (Gracita Morales) son una pareja de timadores profesionales que actúa en las costas andaluzas. Un día Acacio, pensando que es una pastilla para la acidez de estómago, ingiere un microfilm elaborado en Cabo Kennedy y ambicionado por los servicios de espionaje de las principales potencias del planeta, por su incalculable valor. A partir de ese momento, Acacio y Justina deberán sortear toda suerte de peligros para salvar sus vidas. 

## Reparto
- Gracita Morales como Justina Salguero Cascajo
- José Luis López Vázquez como Acacio Rendueles Cañizo
- Antonio Ozores como Señor Marqués
- Alicia Tomás como Ángela
- Marisol Ayuso como Irina
- Judith Lorick (Judith L. Lorick) como Señorita Corcoran
- Antonio Pica como Miguel, agente en moto
- Emilio Laguna como Veterinario
- Mario Morales como Boris
- Paloma Cela como Secuaz que inmoviliza al Sr. Marqués
- Paquita Torres como Falsa enfermera
- Carlos Samy como Agente Harry Corcoran
- Xan das Bolas como Camarero
- Sin acreditar, según ficha en IMDb: Bárbara Rey, Loreta Tovar, Antonio Orengo y Joaquín Prat como voz-narrador.